# Meolo
Meolo ist eine italienische Gemeinde mit 6162 Einwohnern (Stand 31. Dezember 2023) in der Metropolitanstadt Venedig der Region Venetien.
Sie bedeckt eine Fläche von 26,61 km².

## Persönlichkeiten
- Fulvio Roiter (1926–2016), Fotograf